# La Grave
 La Grave  es una comuna y población de Francia, en la región de Provenza-Alpes-Costa Azul, departamento de Altos Alpes, en el distrito de Briançon. Es la cabecera del cantón homónimo. Está integrada en la Communauté de communes du Briançonnais .
Su población en el censo de 1999 era de 511 habitantes.
El pueblo está clasificado con el sello de calidad de Los pueblos más bellos de Francia, Les plus beaux villages de France. 

## Demografía
| 551 | 562 | 513 | 453 | 455 | 511 |
| Para los censos de 1962 a 1999 la población legal corresponde a la población sin duplicidades (Fuente: INSEE [Consultar]) |     |     |     |     |     |

## Personalidades relacionadas con la comuna
- Olivier Messiaen, compositor, organista y ornitólogo.

## Imágenes

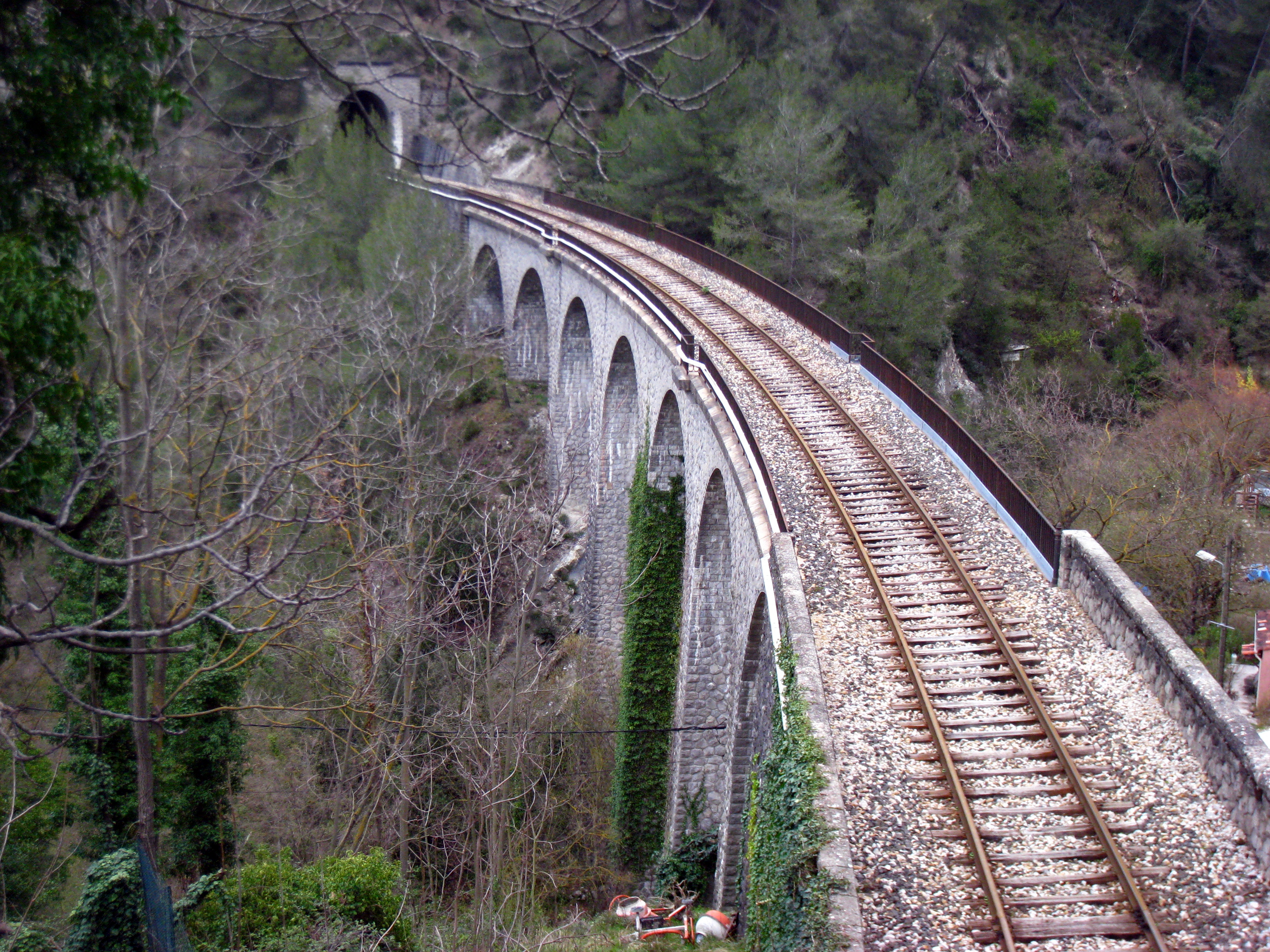
Viaducto ferroviario en La Grave.
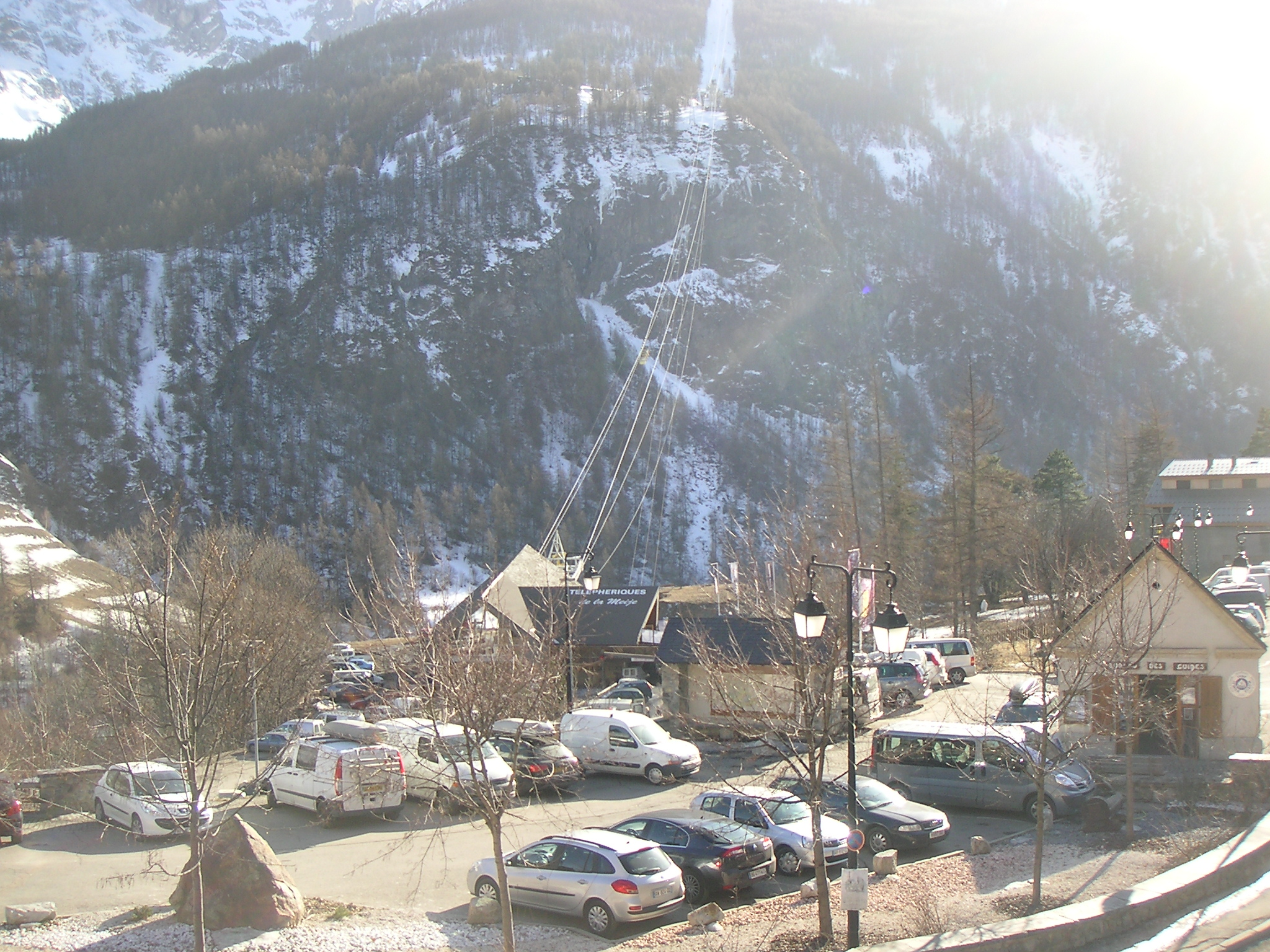
Estación del teleférico.